# Venezuelas huvudstadsdistrikt

Distriktets läge

Caracas vapensköld

Venezuelas huvudstadsdistrikt (spanska Distrito Capital) är ett federalt distrikt som omfattar huvudstaden Caracas. Distriktet har en yta på 433 km², och folkmängden var år 2004 omkring två miljoner.
Den 13 april 2009 antog Venezuelas nationalförsamling en lag för en regeringschef i distriktet, som skulle utformas av presidenten.  Den 14 april 2009, utsågs Jacqueline Faria till distriktets regeringschef.

### Fotnoter
1. ↑  Official Gazette, 14 april 2009, (spanska) Official announcement[död länk]
2. ↑  http://www.abn.info.ve/noticia.php?articulo=177609&lee=10